# Sakai Tadakiyo
Sakai Tadakiyo (japanisch 酒井 忠清; geboren 29. November 1624 in der Provinz Mikawa; gestorben 4. Juli 1681 in Edo) war ein japanischer Fudai-Daimyō und in der frühen Edo-Zeit. Er war Burgherr in Maebashi und leitete die Shogunatsregierung in der Ära des 4. Shogun Tokugawa Ietsuna. Dabei erhielt er den selten vergebenen Titel „Tairō“ – (大老).

## Leben und Wirken
Sakai Tadakiyo wurde als ältester Sohn von Sakai Tadayuki (酒井 忠行; 1599–1639) geboren, stammte aus dem Sakai-Klan geboren, der die Domäne Umayabashi besaß. Sein Großvater Sakai Tadayo (酒井 忠世; 1572–1636) hatte als Rōjū des zweiten Shoguns Tokugawa Hidetada und des dritten Tokugawa Iemitsu große Leistungen erbracht. Sein Vater Tadayuki starb 1636 an einer Krankheit, und im folgenden Jahr wurde Tadakiyo im Alter von 14 Jahren der Herr der Burg Maebashi in der Provinz Kōzuke mit einem Einkommen von 100.000 Koku, das später auf 150.000 erhöht wurde. Wie seine Vorfahren bekleidete Tadakiyo wichtige Ämter.
Im Jahr 1651, als Tokugawa Ietsuna im Alter von elf Jahren vierter Shogun wurde, unterstützte Tadakiyo ihn als hochrangiger Vasall. Er wurde später Rōjū in der Regierung. Danach, insbesondere nach dem Tod von Sakai Tadakatsu (酒井 忠勝; 1587–1662) und Matsudaira Nobutsuna (1596–1662), die in der vorherigen Generation Rōjū gewesen waren, spielte Tadakiyo als Tairō sowohl dem Namen als auch der Realität nach eine zentrale Rolle in der Shogunat-Regierung. Die Tatsache, dass sich Tadakiyos Residenz in der Nähe des Haupttors zur Residenz des Shogun befand, wo sich ein Schild „Reiter absteigen“ (下馬札, Gebafuda) befand, führte dazu, dass er „Geba Shogun“ (下馬将軍) genannt wurde, was sein Ansehen und seine Bekanntheit zeigt.
Sakai wurde allerdings dafür kritisiert, dass er nach dem Tod von Ietsuna, der keine Nachkommen hatte, sich in die Nachfolge einmischte und einen kaiserlichen Prinzen vorschlug, und dass sein Verhalten während der Echigo-Unruhen nicht richtig war. Das führte dazu, dass bald nachdem Tokugawa Tsunayoshi 5. Shogun geworden war, Sakai auf sein Amt im Shogunat aufgab.